# Gelatinopycnis hartigiana
Gelatinopycnis hartigiana är en svampart som först beskrevs av Allesch., och fick sitt nu gällande namn av Dyko & B. Sutton 1979. Gelatinopycnis hartigiana ingår i släktet Gelatinopycnis, divisionen sporsäcksvampar och riket svampar.   Inga underarter finns listade i Catalogue of Life.